# KfW
KFW-Banco de Desarrollo del Estado de la República Federal de Alemania

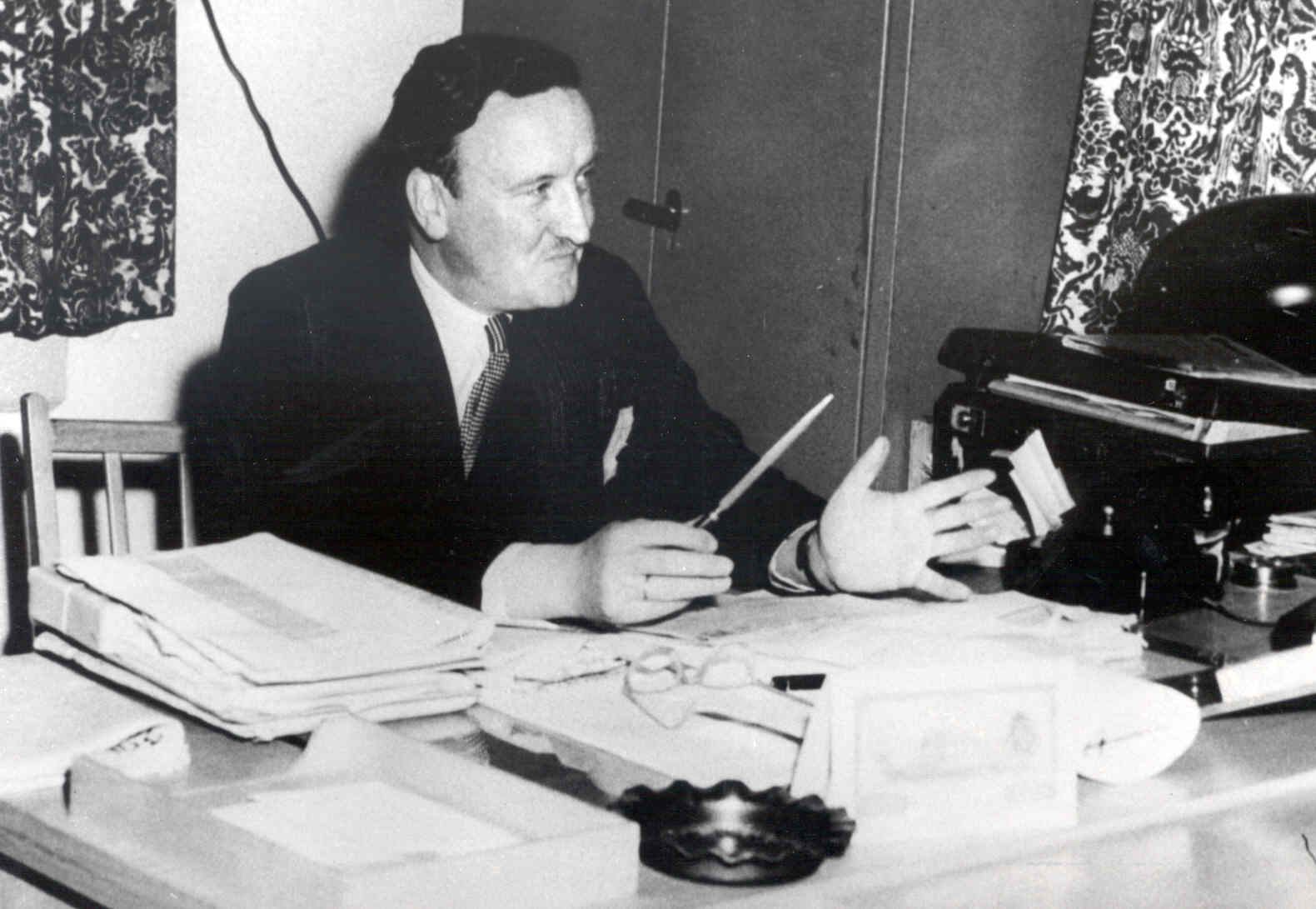
El fundador de la empresa Hermann Josef Abs en 1949.

KfW es un banco alemán gubernamental de desarrollo con sede en Fráncfort y fundado el 16 de diciembre de 1948 por Hermann Josef Abs como parte del Plan Marshall. Las siglas KfW significan Kreditanstalt für Wiederaufbau (al español, Instituto de Crédito para la Reconstrucción o Banco de Crédito para la Reconstrucción). El KfW y sus filiales KfW IPEX-Bank, DEG y KfW Capital forman el KfW Bankengruppe.
Los propósitos de esta institución consisten en la realización de contratos públicos como el fomento a medianas empresas de reciente fundación y la financiación de proyectos de infraestructura, técnicas de ahorro de electricidad y construcción de viviendas. Otras actividades llevadas a cabo por KfW Bankgruppe son la financiación de créditos de formación de empresas y la cooperación al desarrollo.

## Historia
El KfW se fundó el 16 de diciembre de 1948 por Hermann Josef Abs y Otto Schniewind (cofundador) con el objetivo de financiar la economía alemana de posguerra bajo el nombre de Kreditanstalt für Wiederaufbau. El capital inicial de KfW procedió principalmente de los recursos del Plan Marshall. El primer presidente de KfW fue Otto Schniewind, mientras que el vicepresidente y presidente ejecutivo de esta fue Hermann Josef Abs.
Desde la reunificación alemana, los intereses del KfW se centraron en el fortalecimiento de la economía de Alemania Oriental. 
En 2007, KfW se convirtió en el noveno banco más grande de Alemania en referencia a su balance económico de ese año, según la revista económica alemana Die Bank.

### Transferencia de fondos a Lehman Brothers
En septiembre de 2008 surgieron críticas sobre la gestión y los mecanismos de control internos de KfW desde que ésta transfirió 300 millones de euros al banco de inversiones Lehman Brothers antes de que este se declarara en quiebra el 15 de septiembre de 2008. El portavoz de KfW informó que las pérdidas provocadas por esta transferencia ascienderon hasta los 536 millones de euros.
Como consecuencia de este suceso, los ejecutivos Peter Fleischer y Detlef Leinberger fueron suspendidos de sus cargos hasta la aclaración de los hechos ocurridos.
Los políticos de finanzas de los partidos de oposición FDP, Los Verdes y La Izquierda exigieron en el Bundestag la implementación de un comité de investigación para los sucesos ocurridos.